# هنریک رابرت
هنریک رابرت (انگلیسی: Henrik Robert; ۲۰ march ۱۸۸۷ – ۲ سپتامبر ۱۹۷۱ (۸۴ ساله)) قایقران، و قایقران قایق بادبانی اهل نروژ بود.